# کوسه گرینلند
کوسه گرینلند (نام علمی: Somniosus microcephalus) نام یک گونه از راسته خاردارکوسه‌سانان است. کوسه گرین‌لند در میان مهره‌داران کره زمین بیشترین طول عمر را دارد. در ۱۵۰ سالگی به بلوغ می‌رسد و تا ۴۰۰ سال عمر می‌کند.
این کوسه در دریای لابرادور، دریای گرینلند، خلیج بافین، دریای مانش، دریای بونتز، دریای نروژ، خلیج بیسکی (گاسکونی)، دریای بالتیک و دریای کارا یافت می‌شود.